# Бойчук, Григорий Иванович
Григорий Иванович Бойчук (17 марта 1905, село Песец, Ново-Ушицкого уезда, Каменец-Подольской губернии — 7 ноября 1973, Москва) — советский военачальник, генерал-майор артиллерии (11 июля 1945), участник Великой Отечественной войны.

## Биография
С 1927 года в Рабоче-крестьянской Красной армии.

### Образование
В 1928 году окончил полковую школу 51-го артиллерийского полка в Одессе, в 1929 году — вечерний коммунистический вуз в Одессе, в 1932 году — Сумскую артиллерийскую школу, в 1933 — вечерний коммунистический вуз при Военно-политической академии РККА им. Н. Г. Толмачева в Ленинграде, с 1934—1939 — Курсы усовершенствования командного состава зенитной артиллерии в Севастополе, в 1938 подготовительные курсы при Артиллерийской академии РККА им. Ф. Э. Дзержинского в Ленинграде.

### Великая Отечественная война
С 1940 года командир 182-го отдельного зенитного дивизиона в составе 14-й стрелковой дивизии Ленинградского военного округа в городе Мурманск. В начале Великой Отечественной продолжил командовать этим дивизионом на Северном фронте.
В мае 1942 года он был назначен командиром 247-го армейского полка ПВО. В июне 1942 года полк в составе 24-й армии был направлен под Сталинград и принимал участие в Сталинградской битве в составе Донского и Сталинградского фронтов.
В ноябре 1942 года полковник Бойчук был назначен командиром 7-й зенитной артиллерийской дивизии РГК, находившейся на формировании в Москве, в декабре он был направлен с дивизией на Ленинградский фронт. Эта дивизия была одной из первых открывших ледяную трассу через Ладожской озеро в 1942 году. По прибытии дивизия сразу же вступила в бой с авиацией противника. Она прикрывала войска 67-й армии в районе Шлиссельбурга, а затем в её составе принимала участие в операции по прорыву блокады Ленинграда (операция «Искра»). В этой операции Бойчук получил ранение в голову, но продолжил сражаться в бою.
В марте 1943 года дивизия была переброшена в район Колпино и вошла в состав 53-й армии, приняв участие в Красноборской операции. С января по май 1943 года, при помощи дивизии был сбит 81 самолет противника и подбито 12.
В феврале 1944 году Бойчук был назначен командующим зенитной артиллерией трех армий (2-й ударной, 59-й и 8-й армий). За всё время на Ленинградском фронте 7-я зенитная артиллерийская дивизия сбила 299 самолетов противника. Дивизии было присвоено почетное наименование «Пушкинская», она была награждена Орденом Красного Знамени.
В июне 1945 года полковник Бойчук был направлен на Дальний Восток, его дивизия вошла в состав 36-й армии Забайкальского фронта.
После войны генерал-майор артиллерии Бойчук продолжал командовать 7-й зенитной артиллерийской дивизией в Приморском военном округе.
В июне 1957 года был уволен в запас.
Похоронен на Северном кладбище Санкт-Петербурга.

Могила Бойчука на Северном кладбище Санкт-Петербурга.

## Награды[1]
- Орден Ленина (20.04.1953);
- 3 Ордена Красного Знамени (05.06.1942; 27.02.1944; 24.06.1948)[2];
- Орден Александра Невского (01.10.1944);
- 2 ордена Отечественной войны 1-й степени (26.05.1943; 03.10.1945)[3];
- Орден Красной Звезды (03.11.1944);
- Медаль «За оборону Ленинграда» (22.12.1942);
- Медаль «За оборону Сталинграда» (22.12.1942);
- Медаль «За победу над Германией в Великой Отечественной войне 1941—1945 гг.» (09.05.1945).